# HK Dinamo Minsk
HK Dinamo Minsk (beloruščina Дынама Мiнск) je beloruski hokejski klub iz Minska. Domače tekme igra v minski dvorani Minsk Arena. Klub je bil ustanovljen leta 1976, v Sovjetski hokejski ligi je igral 5 sezon. Od osamosvojitve Belorusije je osvojil naslov državnega prvaka leta 2007. Od leta 2008 je prestopil v ligo KHL.